# Daniel Greiner
Daniel Greiner (* 27. Oktober 1872 in Pforzheim; † 8. Juni 1943 in Jugenheim) war ein hessischer Künstler und Politiker (KPD Hessen). Er war Abgeordneter des Landtags des Volksstaates Hessen in der Weimarer Republik.

## Leben

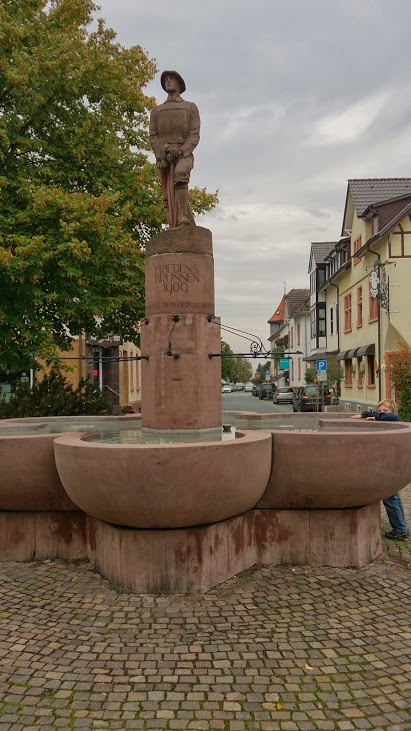
Friedensbrunnen in Jugenheim, 1909

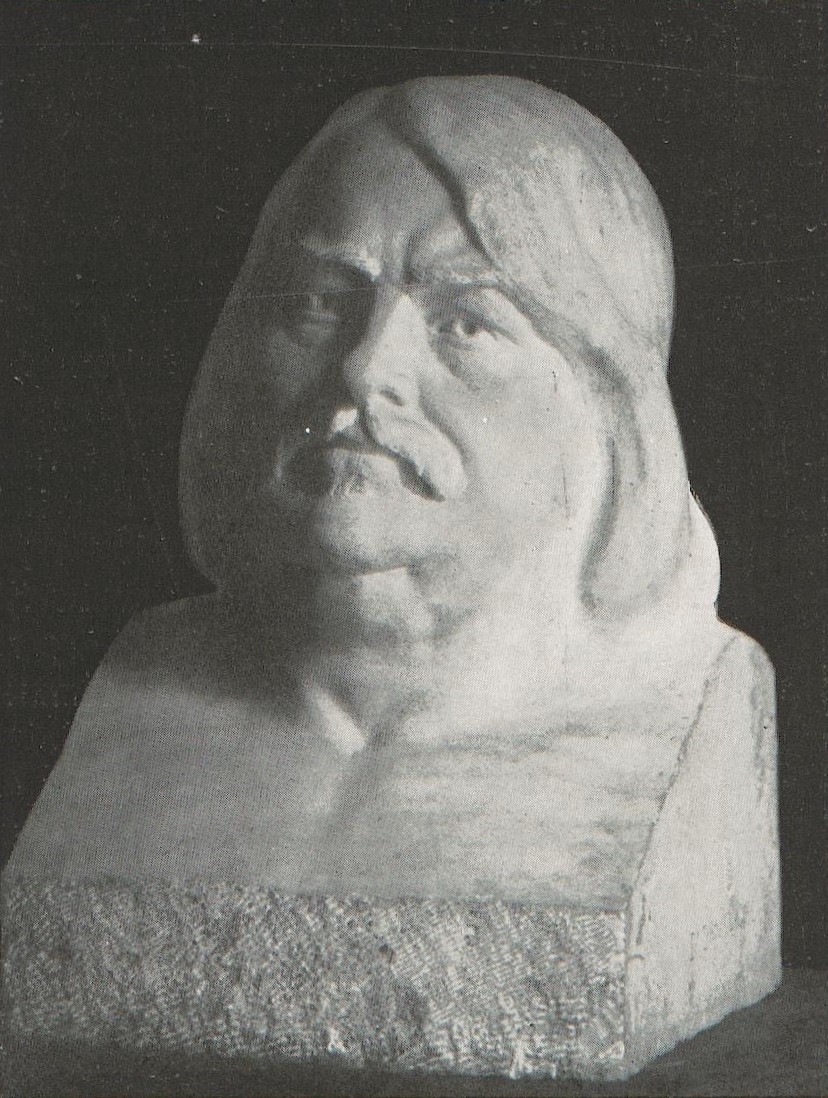
Büste von Honoré de Balzac, 1903 oder früher

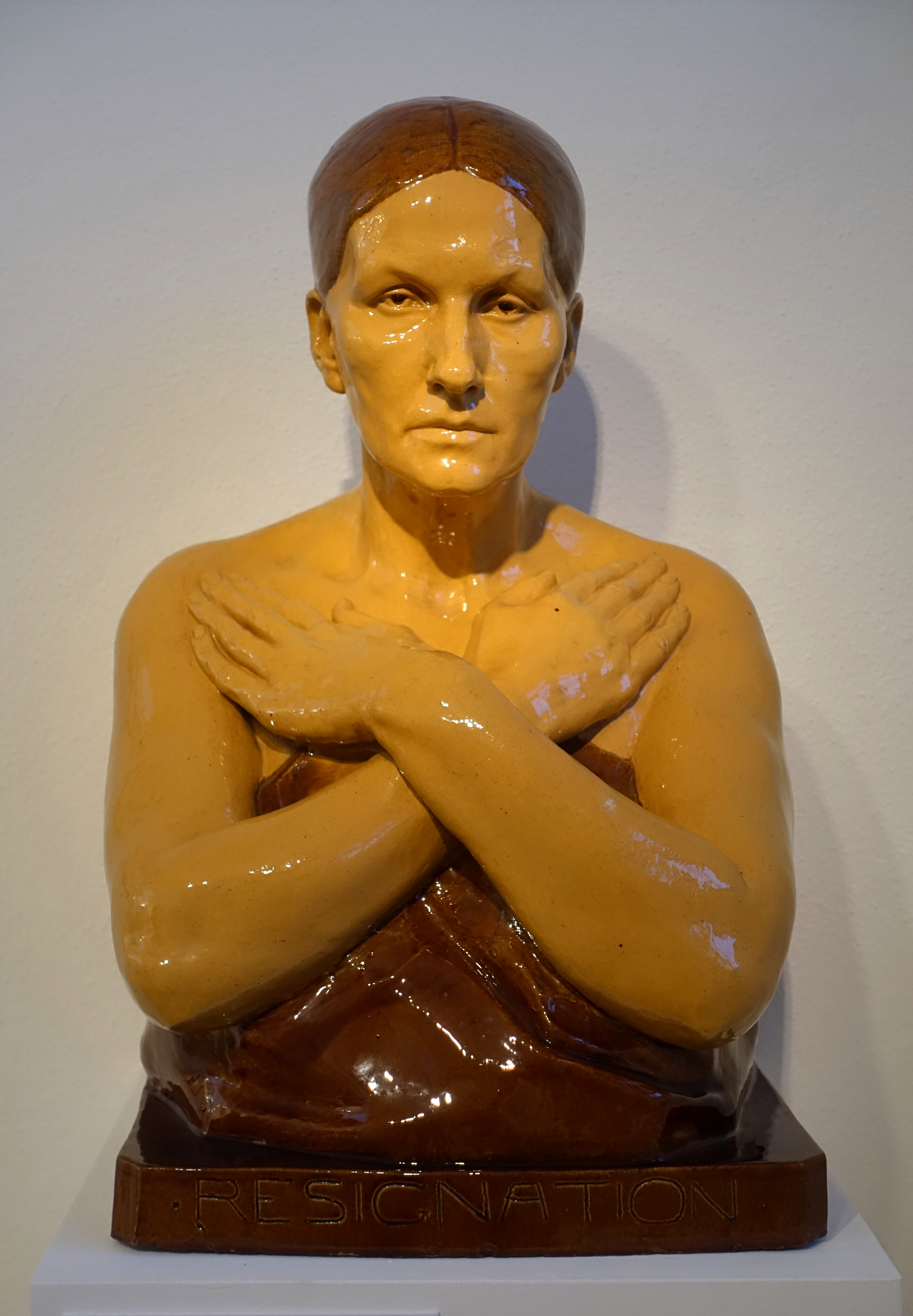
Resignation, Keramik, 1903–1905

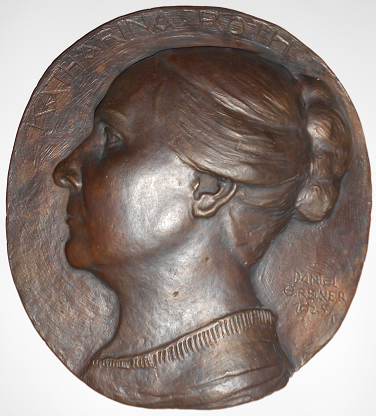
Porträt-Medaillon der Katharina Roth, 1925

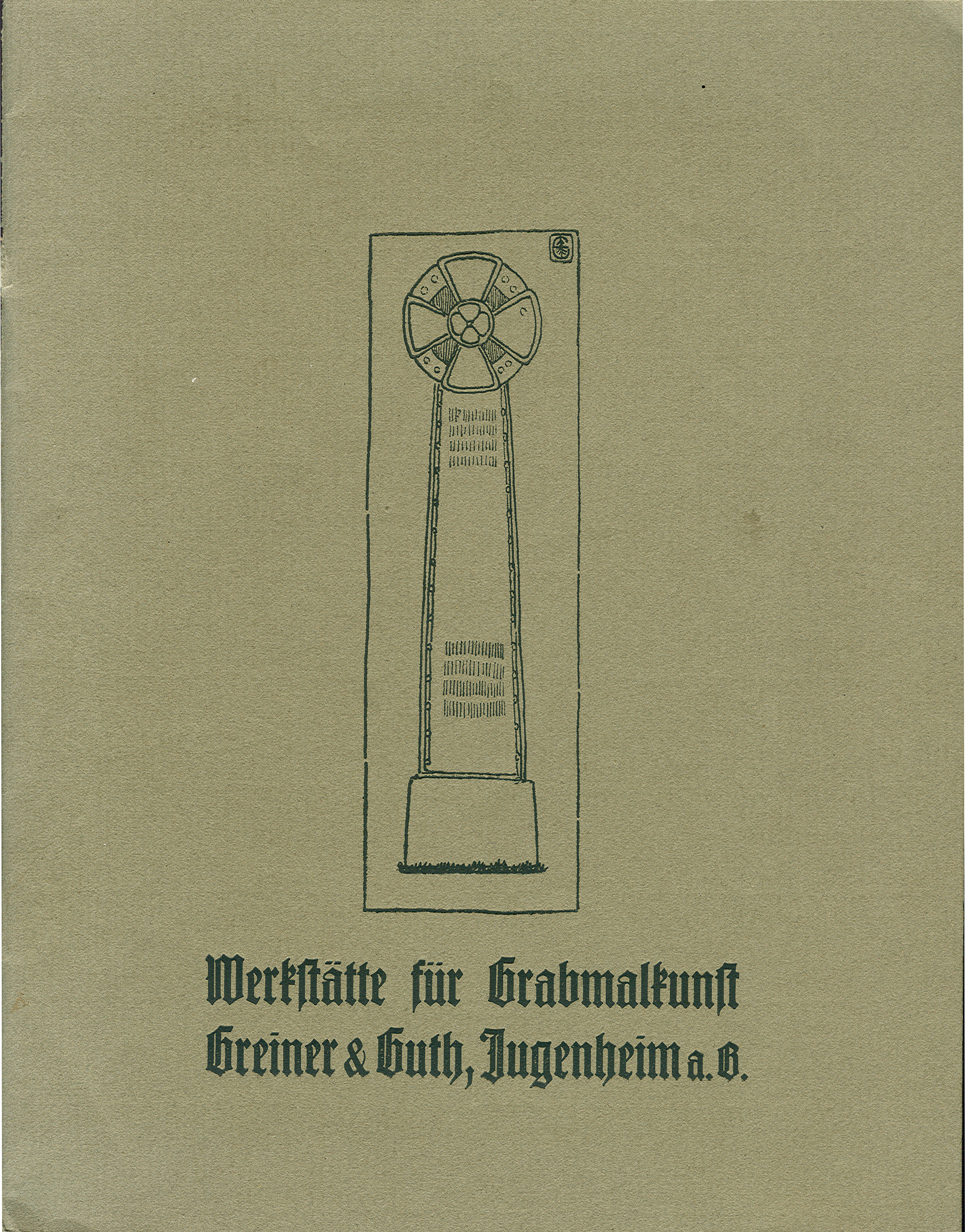
Titelblatt des 1909 erschienenen Kataloges Werkstätte für Grabmalkunst Greiner & Guth, Jugenheim a. G., mit einer von Greiner entworfenen Grabstele und der Künstlersignatur des Bildhauers

Daniel Greiner war der Sohn einer kinderreichen Predigerfamilie von Jakob Friedrich Greiner und dessen Frau Katharina Christine geborene Elker. Er besuchte von 1896 bis 1890 das Großherzogliche Gymnasium in Worms. Im Mai 1892 immatrikulierte er sich an der Universität Gießen und studierte Philosophie und evangelische Theologie. Er schloss das Studium 1896 mit der Promotion zum Dr. phil. ab. Der Titel der Promotion lautete Der Begriff der Persönlichkeit bei Kant. 1897 bis 1901 war er Rektor und Hilfsgeistlicher in Schotten. 1901 geriet er in Konflikt mit der Kirchenleitung und trat aus der Kirche aus und gab sein Amt in Schotten auf.
Anschließend studierte er an der Berliner Bildhauerschule und in Paris. Danach arbeitete er als Künstler in Schotten. Eine erste Ausstellung 1903 in der Darmstädter Kunsthalle ebnete ihm den Weg in die Darmstädter Künstlerkolonie, deren Mitglied er von 1903 bis 1906 war. 1906 schied er aus dieser Kolonie aus und ließ sich in Jugenheim nieder, wo er die Werkstätte für Grabmalkunst Greiner und Guth und den Felsberg-Verlag gründete. Die Werkstätte hatte zeitweise über 30 Angestellte. In dem Felsberg-Verlag veröffentlichte er sein umfangreiches grafisches Werk.
Greiner betätigte sich als Bildhauer, Medailleur, Grafiker und Schriftsteller. Die nach ihm benannte zweibändige „Greiner-Bibel“ ist sein bekanntestes Werk. Sie besteht aus 147 Holzschnitten zu Themen des Alten und Neuen Testamentes. Waren seine Kunstwerke zunächst vom Jugendstil geprägt, wurde er später ein Vertreter des expressiven Realismus.
Am 14. März 1897 heiratete er in Schotten Anna Lina Charlotte Emilie geborene Suppes. Aus der Ehe sind zehn Kinder hervorgegangen. Greiner lebte mit seiner kinderreichen Familie 37 Jahre lang in der Drachenmühle am Eingang zum Stettbacher Tal bei Jugenheim. In der Zeit des Nationalsozialismus lebte er in Isolation und materieller Armut. Seine Tochter Waltraud war mit dem KPD-Politiker Hans Fladung verheiratet.

### Plastiken
- 1903 oder früher: Honoré de Balzac, Büste
- 1903–1905: Resignation, Keramik
- 1909: Friedensbrunnen in Jugenheim.
- 1913: Siegfriedbrunnen, Keramik 46 × 47,5 cm am Alten Rathaus in Jugenheim[3]

### Medaillen
- 1904/1905 100. Todestag Schiller (8. Mai 1905), zweiseitig, Silberguß, 55 mm
- 1905 Persson, Nils Alfred, einseitiger hochovaler Bronzehohlguss, 306: 200 mm
- 1906 Bach, Johann Sebastian, einseitige Bronzegußplakette, 80:74 mm
- Beethoven, Ludwig van
- Goethe, 235 mm
- 1906 Greiner, Daniel, Selbstbildnis, Bronzeguss, 92 mm
- 1906 Knoth, Karl Ernst, Bronzeguss, 87 mm
- 1906 Merseburger, Katharina, einseitiger Bronzeguss, 79 mm
- 1906 Rembrandt, Bronzeguss, 80 mm, 300-Jahr-Feier seiner Geburt
- 1913 Unbekannter Mann, einseitiger hochovaler Bronzehohlguss, 117:97 mm

## Politik
Daniel Greiner war Mitglied der KPD und für diese bis 1928 Mitglied des Landtags des Volksstaates Hessen in Darmstadt. 1924 rückte er zunächst als Nachfolger für Adam Heinrich Ebner in den Landtag nach. In der Landtagswahl 1924 wurde er sodann direkt in den Landtag gewählt. 1926 setzte er sich für die Gründung der Künstler-Darlehenskasse ein.

## Ehrungen
Im Pforzheimer Lange Gewann gibt es eine Daniel-Greiner-Straße, ebenso im Darmstadter Stadtteil Eberstadt und in Jugenheim trägt der Daniel-Greiner-Weg seinen Namen.

## Veröffentlichungen
- Der Begriff der Persönlichkeit bei Kant, Gießen 1896.